# Pop Girl
Pop Girl é uma emissora de televisão do Reino Unido mantida pela CSC Media Group. Seu público-alvo são as meninas  7 a 12 anos.

## Programas
- Sabrina Animated Series
- Lola e Virginia
- Clube Winx
- 6Teen
- Mary-Kate e Ashley em Ação